# Phereoeca praecox
Phereoeca praecox är en fjärilsart som beskrevs av László Anthony Gozmány och Lajos Vári. Phereoeca praecox ingår i släktet Phereoeca och familjen äkta malar. Inga underarter finns listade i Catalogue of Life.